# Georgische Nationalphilharmonie
Die Georgische Nationalphilharmonie ist ein Konzerthaus in der georgischen Hauptstadt Tiflis, es befindet sich am Beginn der Merab-Kostava-Straße und der Melikischwili-Straße.
Das Gebäude der Philharmonie wurde als Rundbau vom Architekten Iwan Tschchenkeli entworfen und im Jahr 1971 eingeweiht. Der große Zuschauerraum fasst etwa 2500 Besucher. Zur Klang- und Raumgestaltung wurden Wände und Decke mit einer Holztäfelung  versehen. Verglaste Galerien umgeben den zentralen Saal. Die umlaufenden Gänge ermöglichen in den Konzertpausen einen Panoramablick über die Altstadt. Neben dem Foyer befindet sich ein kleiner Konzertsaal für etwa 750 Besucher. Er wird gegenwärtig als Kino benutzt (Kino Amirani).
Vor dem Gebäude befindet sich ein spitz zulaufender Platz mit dem 1971 aufgebauten Monumentaldenkmal Die Muse des Bildhauers Merab Berdsenischwili. Die aus Bronze gegossene Statue mit rätselhaftem Blick und einem verzückten Lächeln gehört zu den beliebtesten Foto- und Postkartenmotiven der Stadt.
Als Quelle der Inspiration und Schönheit breitet die Muse weit die Arme aus und teilt großzügig Freude und Güte aus.